# Mật vụ ong
Mật vụ ong (tiếng Anh: The Beekeeper) là một bộ phim hành động giật gân của Mỹ năm 2024 do David Ayer đạo diễn và Kurt Wimmer viết kịch bản. Phim có sự tham gia của Jason Statham, Emmy Raver-Lampman, Josh Hutcherson, Bobby Naderi, Minnie Driver, Phylicia Rashad và Jeremy Irons.
Phim được phát hành tại Hoa Kỳ bởi Amazon MGM Studios dưới thương hiệu  Metro-Goldwyn-Mayer Pictures vào ngày 12 tháng 1 năm 2024. Bộ phim đã thu về hơn 75,3 triệu USD trên toàn thế giới.